# Negocio redondo
Negocio redondo es una película chilena del año 2001 dirigida por Ricardo Carrasco, protagonizada por Sergio Hernández, Luis Dubó y Emilio García y con música de Carlos Cabezas.

## Sinopsis
Tres hombres montan un negocio relámpago que podría hacerles ganar mucho dinero: se trata de comprar una gran cantidad de mariscos en la costa y venderlos en Semana Santa a un precio muy superior. La idea es sencilla y práctica, pero hay algo con lo que ellos no cuentan: el sinuoso carácter chileno y sus propias y humanas debilidades.

## Locaciones
La película fue grabada en la Región de La Araucanía, específicamente en las comunas de Cunco y Toltén otras tomas fueron realizadas en las comunas de Pitrufquen (Moneda en la línea férrea) y Teodoro Schmidt (cuando ven el mar por primera vez) .

## Reparto
- Sergio Hernández como Negro Torres.
- Luis Dubó como Chico Mario.
- Emilio García como Guatón Molina.
- Carmen Disa Gutiérrez como Amanda.
- Mariana Loyola como Rosita María.
- Gabriela Medina como Mercedes.
- Aníbal Reyna como Chicho.
- Fernando Farías como Cañaco Buzo Paralítico.
- Aldo Bernales como Buzo José.
- Claudio Arredondo
- César Arredondo
- Cristián Chaparro
- Pablo Striano

## Premios
- Gran Premio Crítica Internacional, Festival de Cine Iberoamericano de Huelva, España, 2002.
- Garza de Oro, Festival de Cine Latino de Miami, EE. UU., 2002